# 高知学园短期大学
高知学园短期大学（日语：／ Kōchi Gakuen Tanki Daigaku *），简称KGC，是一所位于日本高知县高知市的私立短期大学。

## 概要

### 简介
- 学校最早可以追溯到1899年[1]。短期大学为于1967年开办[1]、由学校法人高知学园经营。男女同校[2]

### 历史
- 1967年 高知学园短期大学成立并同时设置一个学科食物营养科[1]。
- 1968年 卫生技术科成立[1]。
- 1969年 幼儿教育科成立[1]。
- 1970年 保健科成立[1]。
- 1979年 专科幼儿教育专攻成立（停办于2001年3月31日[1][3]）[1]。
- 1988年 保健科分离为两个专攻即保健专攻（招生到2004年、停办于2008年）和牙科卫生专攻[1]。
- 2001年 专科応用生命科学专攻成立[1]。
- 2005年 食物营养科改名为生活科学学科、幼儿教育科改名为幼儿保育学科[1]。
- 2006年 保健科牙科卫生专攻改编为医疗卫生学科牙科卫生专攻、卫生技术科改编为医疗卫生学科医疗检查专攻[1]。
- 2008年 护理学科成立[1]。
- 2011年 专科地区护理学专攻成立[1]。

### 宪章
- 请参看高知学园短期大学标志 （页面存档备份，存于） （日語） 2014年2月2日阅览。

## 学校环境
- 校区：在高知县高知市

## 历任校长
- 福田俊治：第一代短期大学校长[4]。
- 片冈一忠：现在短期大学校长[5]

## 组织

### 学科
- 生活科学学科
  - 医疗卫生学科
  - 医疗检查专攻
- 牙科卫生专攻
- 幼儿保育学科
- 护理学科

### 前学科
- 食物营养科[注 1]
- 卫生技术科[注 2]
- 保健科[注 3]
  - 保健专攻[注 3]
  - 牙科卫生专攻[注 4]
- 幼儿教育科[注 5]

### 专科
| - 幼儿教育专攻 - 応用生命科学专攻 - 地区护理学专攻 |

### 业余课程
| - 没有 |

### 附属学校
| - 高知学园短期大学附属高知幼儿园 |

### 附属机关
| - 图书馆 |

## 相关链接
- 日本短期大学列表